# Заднеязычные согласные
Заднеязычные согласные (также задненёбные, мягконёбные, веля́рные [от лат. velaris, от velum — завеса]) — согласные, образуемые поднятием задней части спинки языка к заднему (мягкому) нёбу или к задней части твёрдого нёба.

8 — заднеязычные

В русском языке к заднеязычным относятся согласные, обозначаемые буквами Г, К, Х.

В Международном фонетическом алфавите различаются следующие велярные согласные:
| МФА | Описание                          | Пример                | Пример     | Пример           | Пример         |
| МФА | Описание                          | Язык                  | Орфография | МФА              | Значение       |
| --- | --------------------------------- | --------------------- | ---------- | ---------------- | -------------- |
|     | Глухой велярный взрывной          | Русский               | кот        | [kot]            | кот            |
|     | Звонкий велярный взрывной         | Русский               | губа       | [ɡuˈba]          | губа           |
|     | Глухой велярный фрикативный       | Русский               | мох        | [mox]            | мох            |
|     | Звонкий велярный фрикативный      | Греческий Белорусский | γάλα горад | [ˈɣala] [ˈɣorat] | молоко город   |
|     | Велярный носовой                  | Английский            | ring       | [ɹɪŋ]            | кольцо         |
|     | Глухой лабиовелярный аппроксимант | Английский            | which      | [ʍɪtʃ]           | который        |
|     | Велярный аппроксимант             | Испанский             | pagar      | [paɰaɾ]          | платить        |
|     | Велярный боковой согласный        | Центральный ваги      | aglagle    | [aʟaʟe]          | головокружение |
|     | Лабиовелярный аппроксимант        | Английский            | witch      | [wɪtʃ]           | ведьма         |